# Saab 35 Draken
El Saab 35 Draken (en español: "dragón" o "cometa") fue un avión de combate sueco construido por Saab entre 1955 y 1974. El Draken fue fabricado para reemplazar al Saab 29 Tunnan y, posteriormente, a la variante caza del Saab 32 Lansen.

## Diseño y desarrollo

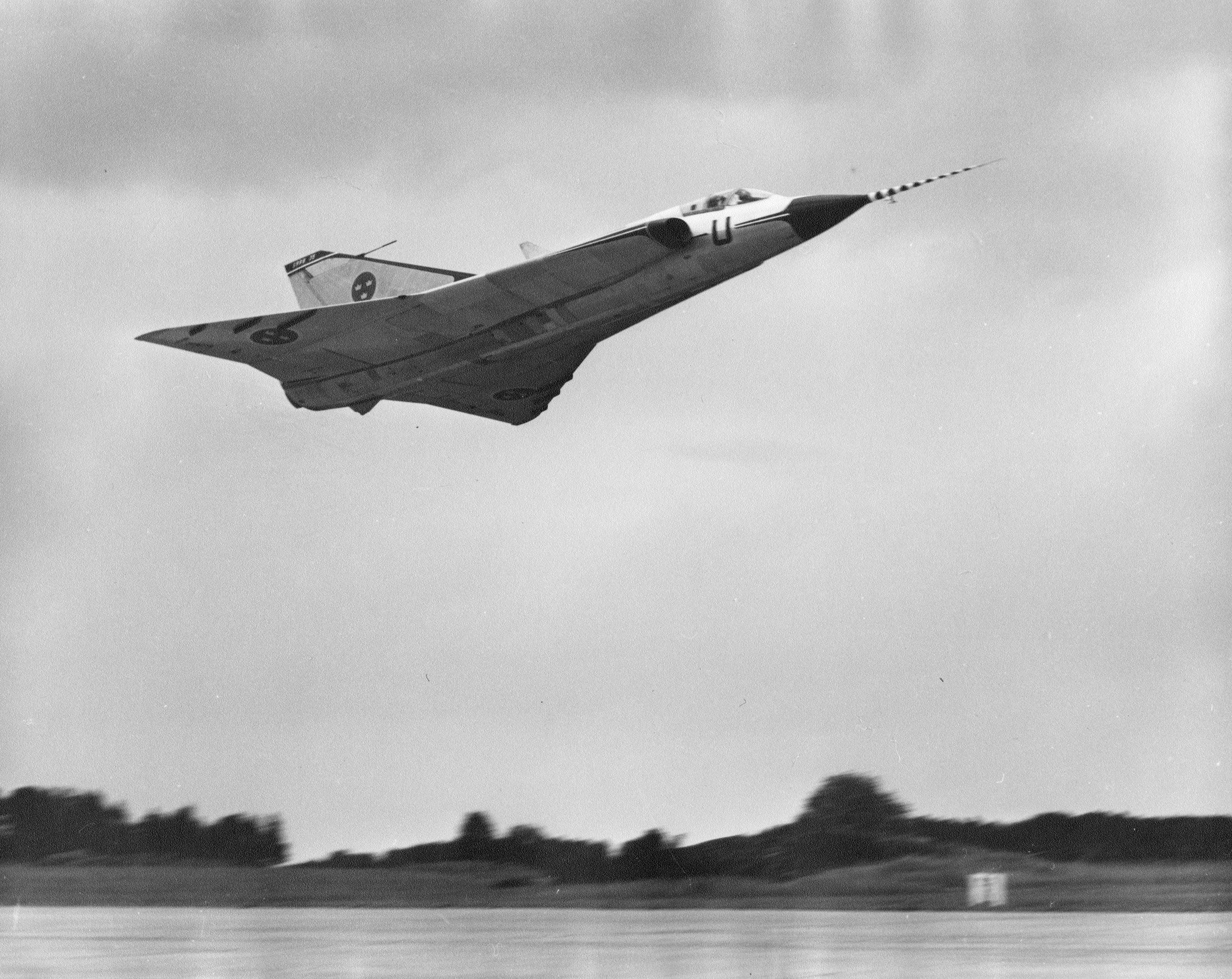
Saab 35 draken en vuelo.

Al comienzo de la era de los aviones de reacción, Suecia vio la necesidad de un caza que pudiese interceptar bombarderos a cotas altas dentro de la envolvente de velocidades transónicas, pero que también pudiese enfrentarse a otros cazas, un concepto similar al F-104 Starfighter de la USAF. En septiembre de 1949, la Administración de Material de Defensa de Suecia realizó una petición para ese nuevo avión y el trabajo comenzó ese mismo año. Otros requisitos eran la capacidad STOL para utilizar carreteras públicas, utilizadas como aeródromos temporales, y la posibilidad de ser rearmado y reabastecido por soldados con poco entrenamiento en no más de diez minutos.
Sus alas tiene una configuración distintiva en forma de doble delta, con una ala en delta dentro de otra mayor. El ala interna tiene un ángulo de 80° para rendir a velocidades altas, mientras que el ala externa de 60° proporciona un buen rendimiento a velocidades bajas. Se utilizaba un turborreactor Svenska Flygmotor RM6B/C (un modelo con licencia del Rolls-Royce Avon 200/300). Una turbina, bajo el morro, proporcionaba la energía de emergencia. El Draken tenía un paracaídas de frenado para reducir la velocidad de aterrizaje. Se tienen registros de que la maniobra de cobra/pugachev fue originalmente realizada por los pilotos suecos a bordo del Saab 35 Draken al interceptar los cazas rusos en el mar báltico

## Variantes

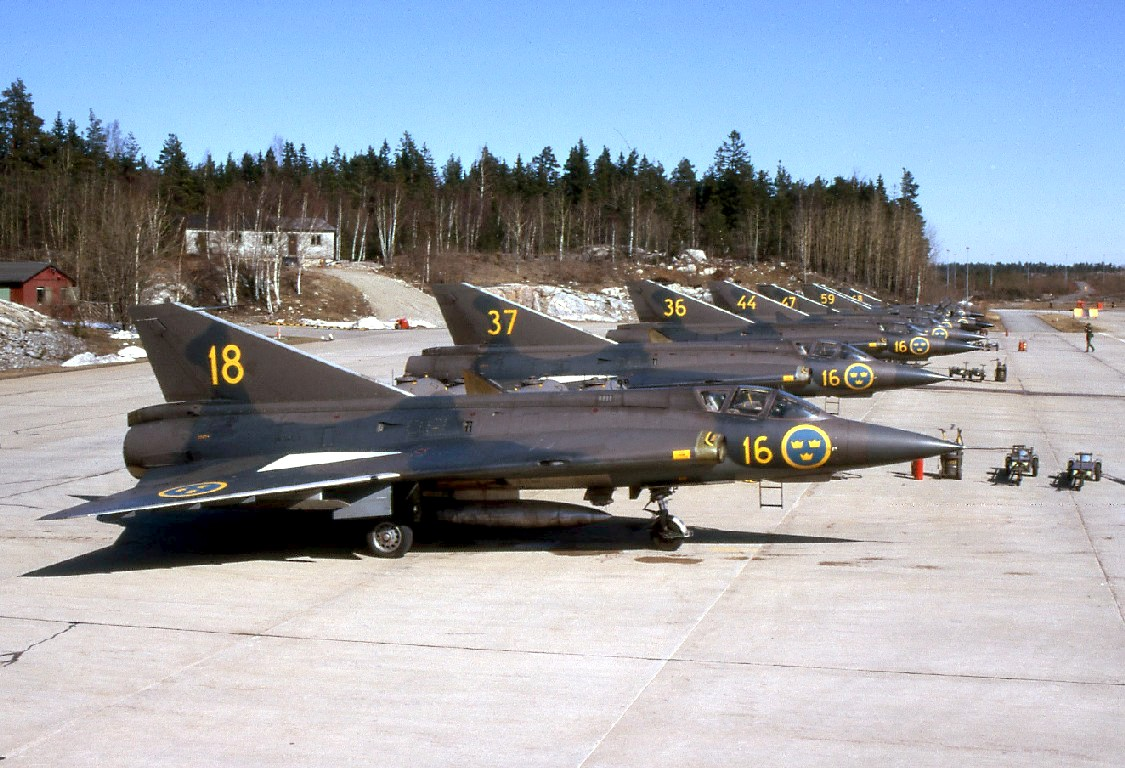
Varios J 35A de la Fuerza Aérea Sueca en marzo de 1975.

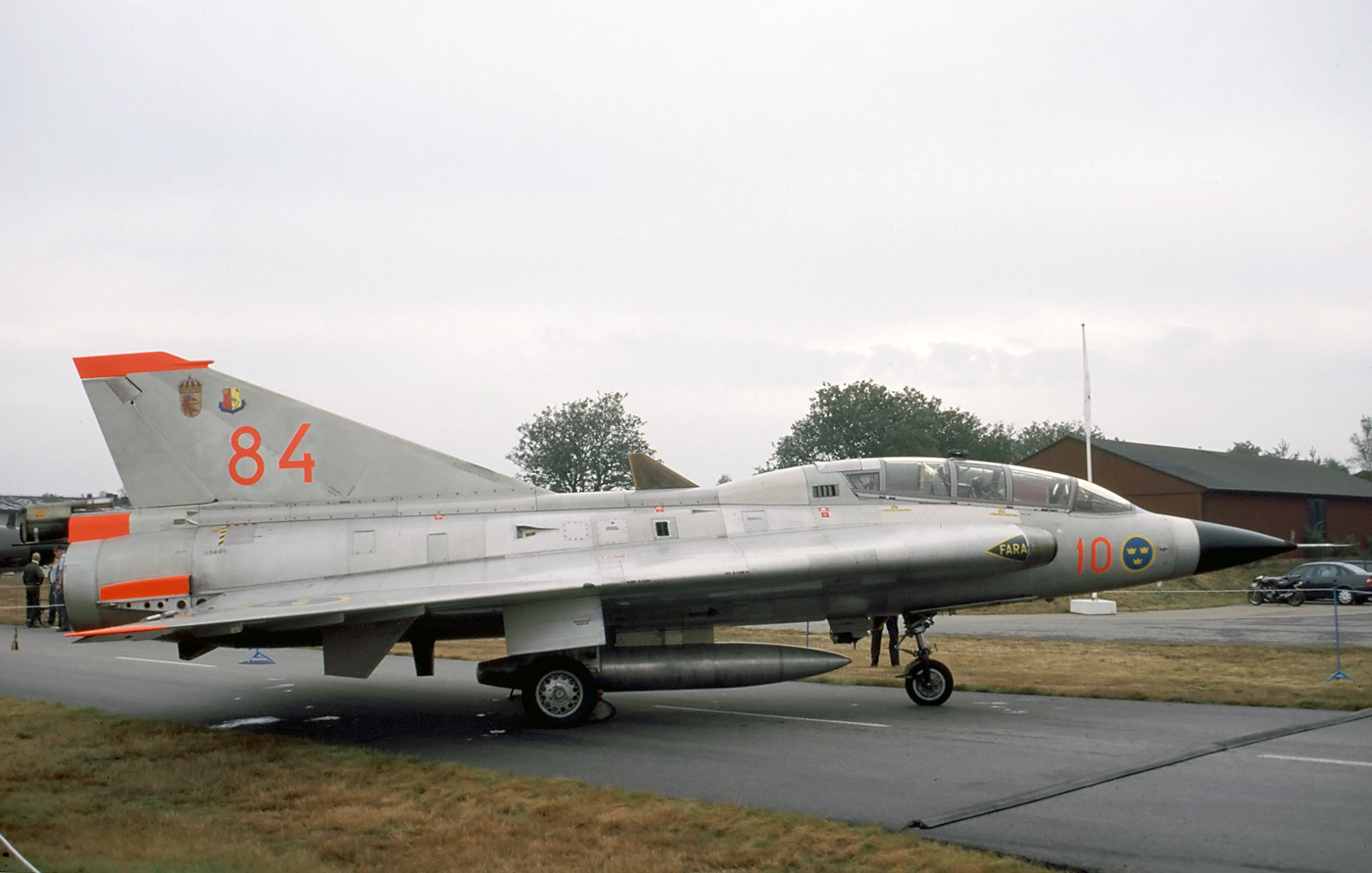
Sk 35C, variante biplaza de la Fuerza Aérea Sueca en 1996.

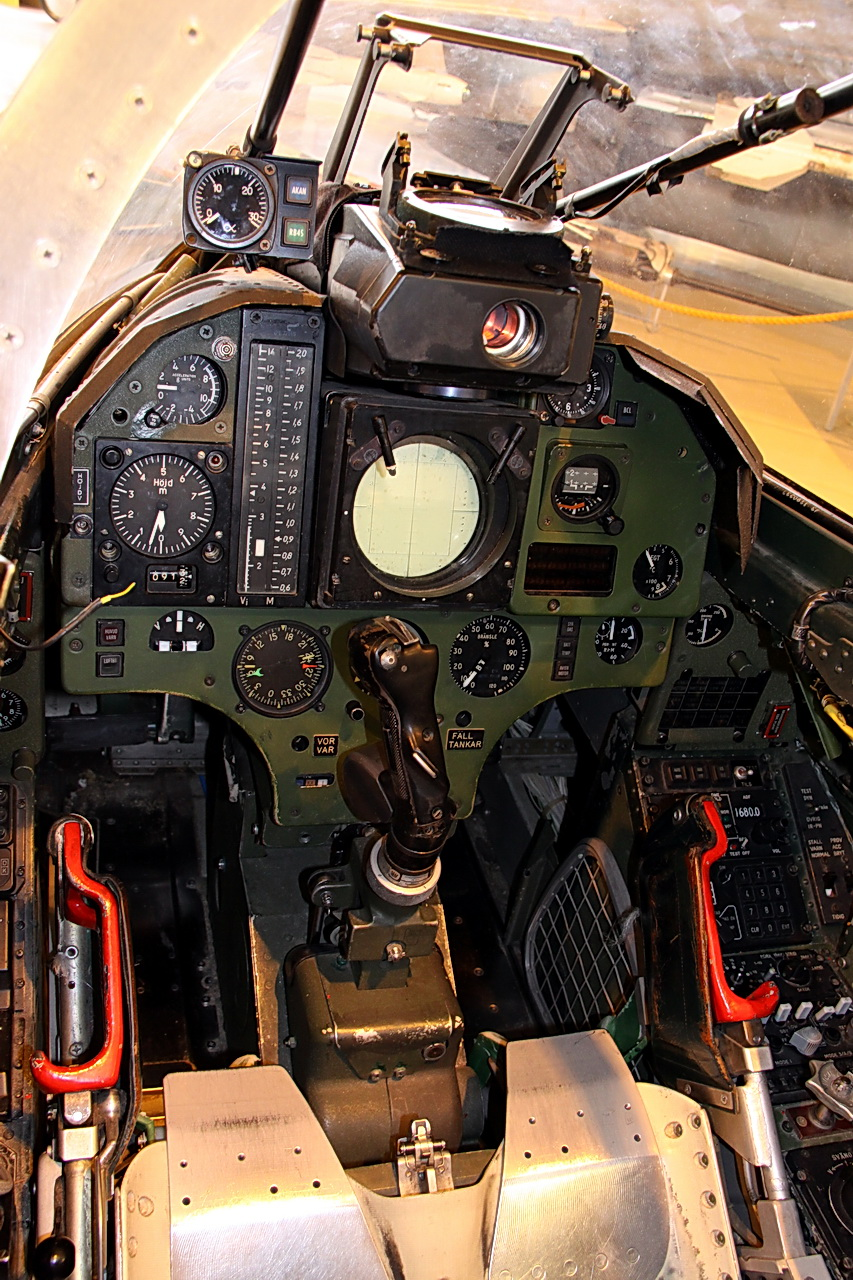
Interior de la cabina de un Saab 35FS expuesto en un museo de Finlandia.

- J 35A: el modelo básico, equipado con el motor RM6B de 7000 kg de empuje con postcombustión dos cañones de 30 mm y dos misiles AIM-9B. El radar era un Eriksson LM, igual que utilizaba el Saab Lansen.
- J 35B: variante mejorada,cono de cola alargado, equipada con un sistema de defensa aérea STRIL60, con capacidad de transportar entre 1.000 y 1.800 kg de bombas. La mayoría de los J 35A fueron actualizados a esta versión.
- Sk 35C: entrenador operacional biplaza; 25 aviones del tipo J 35A fueron transformados a esta variante.
- J 35D: versión mejorada de defensa aérea, con un sistema integrado STRIL60. Llevaba un motor RM6C y cuatro misiles AIM-9B. Entró en servicio en 1963, tres años después de su primer vuelo. 24 aviones fueron renombrados como S-35Oe para ser entregados a Austria en 1987.
- S 35E: versión de reconocimiento táctico, con cinco cámaras OMERA. Incorporaba otras modificaciones, como la cubierta de la carlinga en forma de burbuja para mejorar la visibilidad del piloto.
- J 35F: la variante más numerosa, con un radar PS-1, sensores infrarrojos, contramedidas electrónicas pasivas y misiles Rb27 (un modelo del misil estadounidense AIM-4 Hughes Falcon). El cañón de la izquierda fue eliminado. Se fabricaron 320 unidades
- F-35X: modelo de exportación. Dinamarca adquirió 51 unidades de modelos de caza, entrenamiento y reconocimiento. Finlandia compró 12 unidades, incluyendo modelos más antiguos.
- J 35J: versión modernizada del J 35F a partir de 64 aviones, la principal diferencia son los dos puntos de sujeción para misiles bajo las entradas de aire. Utilizaba los misiles AIM-9L.

Saab 35HVersión de exportación propuesta para la Fuerza Aérea Suiza, finalmente no se vendió o entregó ningún ejemplar.
Saab 35XDVersiones de exportación para Dinamarca: avión de ataque monoplaza F-35, entrenador biplaza TF-35 y avión de reconocimiento RF-35. La versión danesa fue ampliamente modificada para actuar como avión de ataque en comparación con las versiones suecas.
Saab 35XSVersión de caza para la Fuerza Aérea Finlandesa; fabricada por Saab y ensamblada bajo licencia por Valmet en Finlandia.
Saab 35BSAviones J 35B vendidos de segunda mano a Finlandia.
Saab 35FSAviones J 35F1 vendidos de segunda mano a Finlandia.
Saab 35CSaviones SK 35C vendidos de segunda mano a Finlandia.
Saab 35ÖA mediados de los años 1980, Saab adquirió 24 J 35D aviones de la Fuerza Aérea Sueca y los convirtió a la versión J 35Ö versión (también llamada J 35OE en inglés). Estos aviones posteriormente fueron exportados a Austria.

## Historia operacional

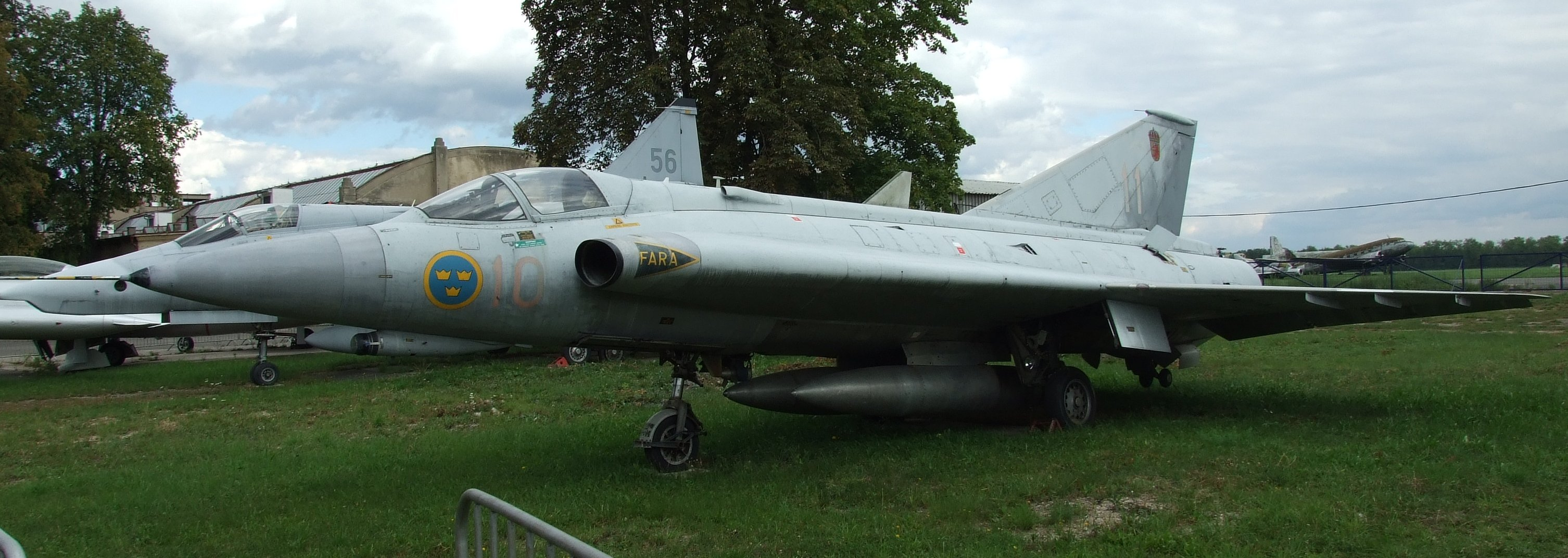
Draken de la Fuerza Aérea Sueca.

Aunque no fue diseñado como caza, el J 35 Draken demostró tener la capacidad de ser un avión de combate cuando entró en servicio de la Fuerza Aérea Sueca en 1960. Se construyeron 615 unidades para Suecia y otros países europeos. Los primeros modelos eran diseñados para defensa aérea, pero el J 35D tenía capacidad para combate terrestre. El último modelo fue el J 35F, que fueron retirados en Suecia para ser reemplazados por el Saab Gripen.
El Draken tuvo varias actualizaciones. La última fue la versión J 35J, a comienzos de los años 1990. Por entonces, la mayoría de los Draken habían sido reemplazados por Saab Viggen y Gripen en el servicio sueco, aunque permanecía en cantidades limitadas en versiones militares y civiles. Los países a los que fueron exportados fueron Dinamarca (F-35 y RF-35), Finlandia y Austria, que en 1985 compró 24 unidades.
Todos los Draken son interceptores con capacidad limitada para el combate terrestre, con la excepción de los aviones daneses, que llevaban misiles AGM-12 Bullpup, sistemas de interferencia avanzados y mayor capacidad de combustible interno y externo. Como consecuencia, los Draken daneses eran los aviones más pesados de la serie que estaban en servicio.
Los aviones daneses fueron retirados en 1993. Finlandia mejoró sus J 35X con nueva aviónica, pantallas, sistemas de navegación y ataque y contramedidas electrónicas durante los años 1990 pero los Draken fueron retirados en 2000. En Austria se comenzó a retirar los aviones en 2005 para ser sutituidos por el Eurofighter. En los Estados Unidos opera seis Draken, en la Escuela Nacional de Pilotos de Pruebas, que anteriormente formaban parte de la flota danesa.

## Especificaciones (J 35F Draken)
Referencia datos: The Great Book of Fighters, Combat Aircraft since 1945

### Características generales
- Tripulación: 1 piloto
- Longitud: 15,35 m
- Envergadura: 9,42 m
- Altura: 3,89 m
- Superficie alar: 49,22 m²
- Peso vacío: 7.865 kg
- Peso cargado: 11.400 kg
- Peso máximo al despegue: 16.000 kg
- Planta motriz: 1× turborreactor con postcombustión Volvo Flygmotor RM 6C.
  - Empuje normal: 56,5 kN (5761 kgf; 12 702 lbf) de empuje.
  - Empuje con postquemador: 78,4 kN (7994 kgf; 17 625 lbf) de empuje.

### Rendimiento
- Velocidad máxima operativa (Vno): 2126 km/h (1321 MPH; 1148 kt) a 11 000 m de altitud (Mach 2+)
- Alcance: 3250 km (1755 nmi; 2019 mi) con tanques externos de combustible
- Techo de vuelo: 20 000 m (65 617 ft)
- Régimen de ascenso: 175 m/s (34 448 ft/min)
- Carga alar: 231,6 kg/m²
- Empuje/peso: 0,70
- Carrera de despegue: 650 m

### Armamento
- Cañones: 1× M-55 ADEN de calibre 30 mm con 100 proyectiles (2 cañones con 90 proyectiles cada uno en los primeros modelos).
- Puntos de anclaje: Varios soportes subalares y 2 pilones ventrales con una capacidad de 2900 kg, para cargar una combinación de:  
  - Bombas: Bombas de 55, 220, 500, y 1.000 libras de peso.
  - Cohetes: 2× contenedores de cohetes aire-aire de 75 mm en los pilones ventrales o 12× cohetes de 135 mm en 6 soportes subaleres
  - Misiles: Misiles aire-aire Rb 24 (AIM-9), Rb 27 (AIM-26) y Rb 28 (AIM-4).

## Cultura popular
- En la película "Pájaros de Fuego" aparecen dos aviones Draken de color negro usados por los cárteles de la droga, que son derribados por helicópteros AH-64 Apache.

- El avión de guerra que aparece en el vídeo "Burden in my hand" del grupo Soundgarden fue identificado como un J 35 Draken, operado por el "Mojave Air & Space Port"

- En la serie de animé Macross Delta, el caza del Reino Windermere Sv-262 Draken III de los "Aerial Knights" está basado en el Saab 35 "Draken".

- También aparece en el juego "War Thunder" como un avión desbloqueable de la nación de Suecia.
- En un fragmento de un programa de la televisión sueca del año 1969, aparece un avión Saab 35 "Draken" donde  Agnetha Fältskog (ABBA), vestida de piloto y dentro del avión, canta la canción "Nu ska vi opp, opp, opp".

### Desarrollos relacionados
- Saab 210

### Aeronaves similares
- Convair F-102 Delta Dagger
- Convair F-106 Delta Dart
- Dassault Mirage III
- Mikoyan-Gurevich MiG-21
- Mikoyan-Gurevich MiG-23
- Túpolev Tu-22
- BAC TSR-2
- Avro Canada CF-105 Arrow

### Secuencias de designación
- Aviones de caza de Saab: 21 · 21R · 29 Tunnan · 32 Lansen · 35 Draken · 37 Viggen · 39 Gripen